# كامبيو 90 - الأغلبية الجديدة
كامبيو 90 - الأغلبية الجديدة (بالأسبانية: Alianza Electoral Cambio 90 - Nueva Mayoría) كان تحالفًا انتخابيًا يمينيًا في بيرو تم تشكيله بشكل مسمى من قبل الأحزاب الموالية لفوجيموريست كامبيو 90 والأغلبية الجديدة التي حكمت بيرو من 1992 إلى 2000، وكانت بمثابة وسيلة انتخابية فعالة لألبرتو فوجيموري.

## التاريخ
تم تشكيل التحالف في عام 1992 لانتخابات الكونغرس التأسيسي الديمقراطي في ذلك العام والتي فازوا فيها بأغلبية في المؤتمر التأسيسي الديمقراطي ومرة أخرى في الانتخابات العامة لعام 1995. في الانتخابات العامة لعام 2000 كان كامبيو 90 والأغلبية الجديدة جزءًا من بيرو 2000، وتم حل التحالف لفترة وجيزة.
في أعقاب سقوط ألبرتو فوجيموري في أواخر عام 2000، تم إحياء التحالف مرة أخرى وشارك في الانتخابات العامة لعام 2001، ولم يترشح إلا للكونغرس وفاز بثلاثة مقاعد فقط في الكونجرس. بالنسبة للانتخابات العامة لعام 2006 تم حل التحالف وشارك كامبيو 90 والأغلبية الجديدة تحت التحالف من أجل المستقبل.